# William Auld
William Auld (1924. november 6. – 2006. szeptember 11.) skót költő, műfordító, esszéista. 1937 óta eszperantista volt. 

## Élete
Nyolc verseskötete jelent meg, amelyek közül a legjelentősebb a La infana raso (Gyermekfajzat, 1956) című lírai eposz. Jelentős műfordítói munkássága volt, fordított Shakespeare-t, Byront és Burnst is. 1983-ban jelent meg az általa szerkesztett Esperanta Antologio c. kötet, amely több mint 30 ország költőinek verseit közli.
William Auld fordította A Gyűrűk Ura (La Mastro de l' Ringoj) könyvtrilógiát eszperantó nyelvre.
- La kunularo de l’ ringo – A gyűrű szövetsége
- La du turegoj – A két torony
- La reveno de l’ reĝo – A király visszatér